# 高田松原津波復興祈念公園
高田松原津波復興祈念公園（たかたまつばらつなみふっこうきねんこうえん）は岩手県陸前高田市気仙町にある公園。
東日本大震災（以下「震災」と略記）の震災復興公園であり、国営追悼・祈念施設が併設されている。

## 概要
震災犠牲者への追悼と鎮魂、震災の記憶と教訓を後世に伝え、復興への強い意思を示すため、震災からの復興の象徴となる国営追悼・祈念施設として、国・岩手県・陸前高田市が連携して高田松原に整備した公園である。公園区域内には、高田松原に加え、旧道の駅高田松原（タピック45）、下宿定住促進住宅、気仙中学校などの震災遺構が残されているほか、現・道の駅高田松原と、震災伝承施設である東日本大震災津波伝承館などが立地する。
また、高田松原の再生や、地域のにぎわいの創出、地震発生時に津波から市街地を防御する役割などもある。

## 遍歴
- 2011年（平成23年）
  - 8月 - 「岩手県東日本大震災津波復興計画 復興実施計画 第1期」においてメモリアル公園等整備事業が位置づけられる[6]。
  - 12月 - 陸前高田市が復興計画を策定。復興計画で防災メモリアル公園ゾーンの形成が位置づけられる。岩手県知事から国へ「陸前高田市高田松原地区」への国営メモリアル公園の整備を含む「東日本大震災津波に関する要望書」を提出。
- 2014年（平成26年）10月 - 「東日本大震災からの復興の象徴となる国営追悼・祈念施設（仮称）の設置について｣ 閣議決定[7]。
- 2017年（平成29年）3月 - 着工[8]。
- 2019年（令和元年）9月22日 - 一部施設が完成し、オープン式典が開かれる[9]。
- 2020年（令和2年）6月 - 高田松原運動公園が利用開始[8]。
- 2021年（令和3年）
  - 4月 - 国営追悼・祈念施設の全施設と、タピック45・気仙中学校・陸前高田ユースホステル周辺の園路広場などが完成[8]。
  - 11月3日 - 三陸復興祈念ガラコンサートが開催される[10]。
  - 12月 - 全面供用[8]。

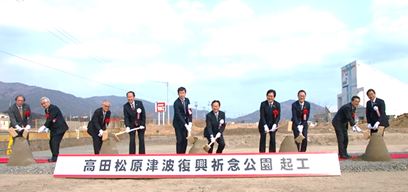
起工式
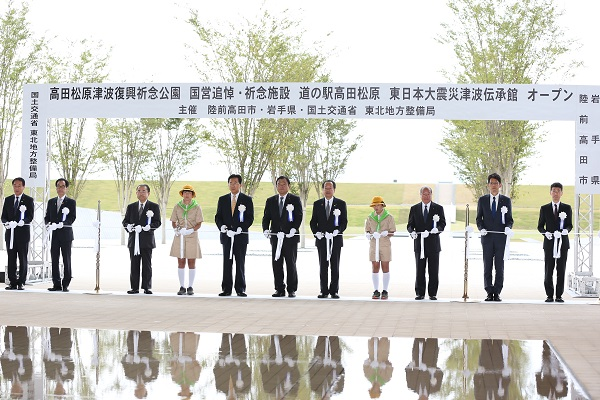
オープン式典

## 施設

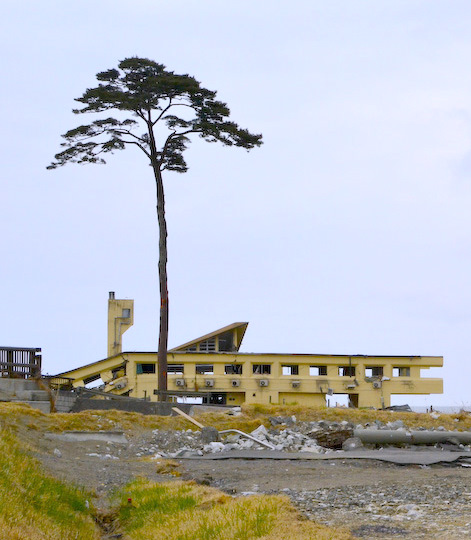
陸前高田ユースホステルと奇跡の一本松

公園内は大きく「祈りの軸」と「復興の軸」という2つの軸で構成されている。園地のうち、奇跡の一本松・追悼の広場・海を望む場などを含む約10 haが国営追悼・祈念施設の区域である。2021年度グッドデザイン賞受賞。
祈りの軸
津波の襲来した広田湾方向と津波が遡上した気仙川上流部分を結ぶ象徴的な軸線を示している。

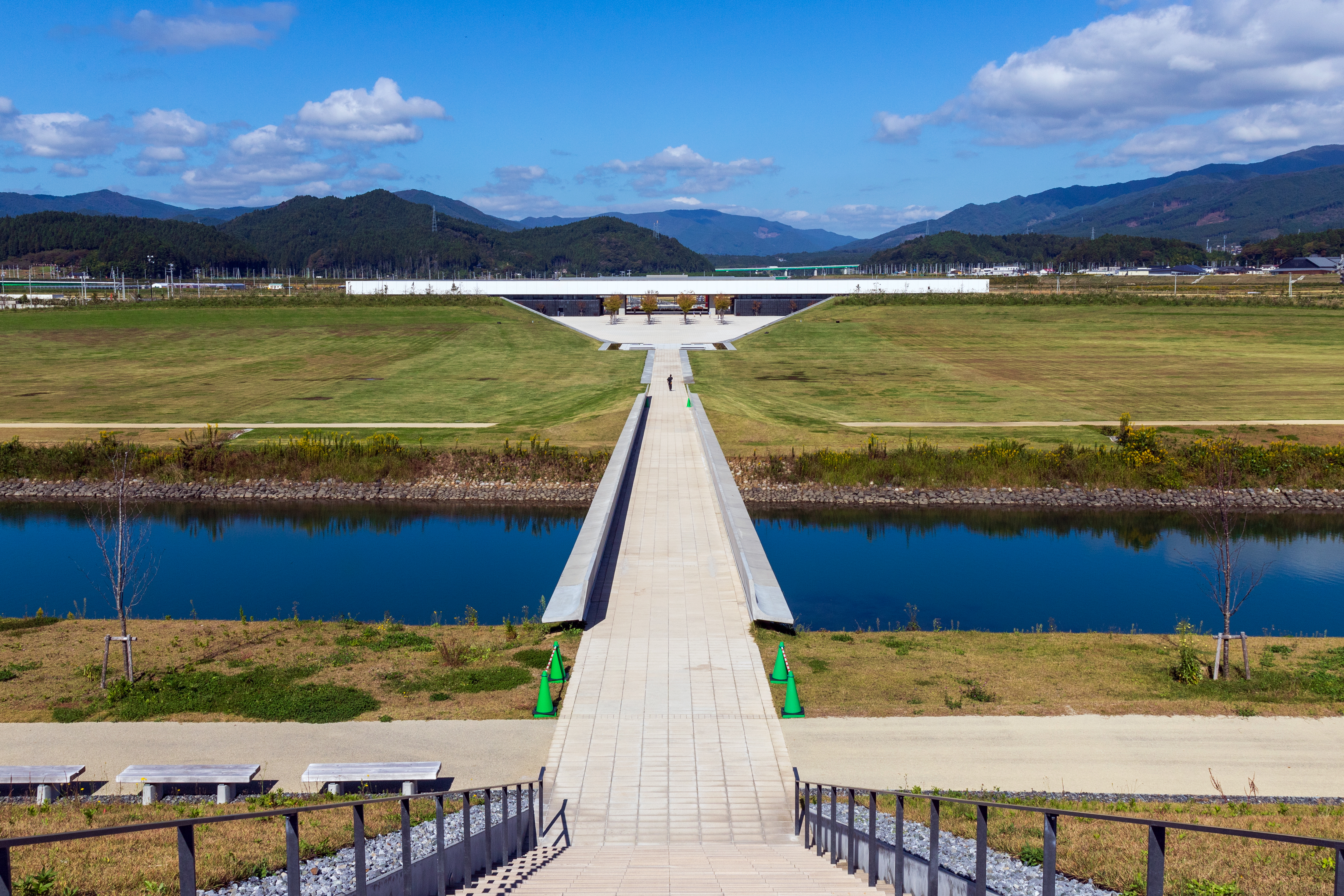
追悼の広場
- 献花の場
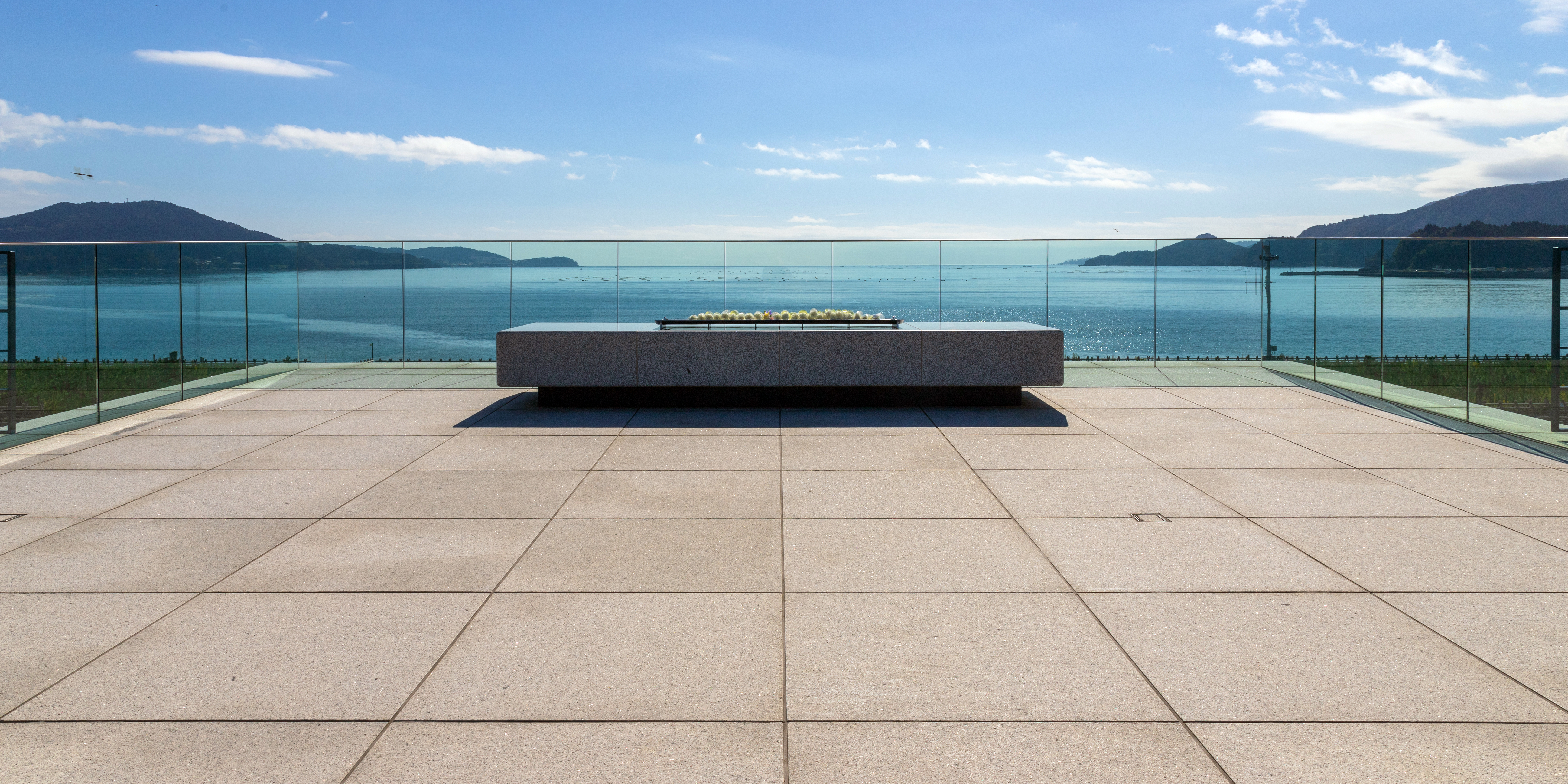
海を望む場
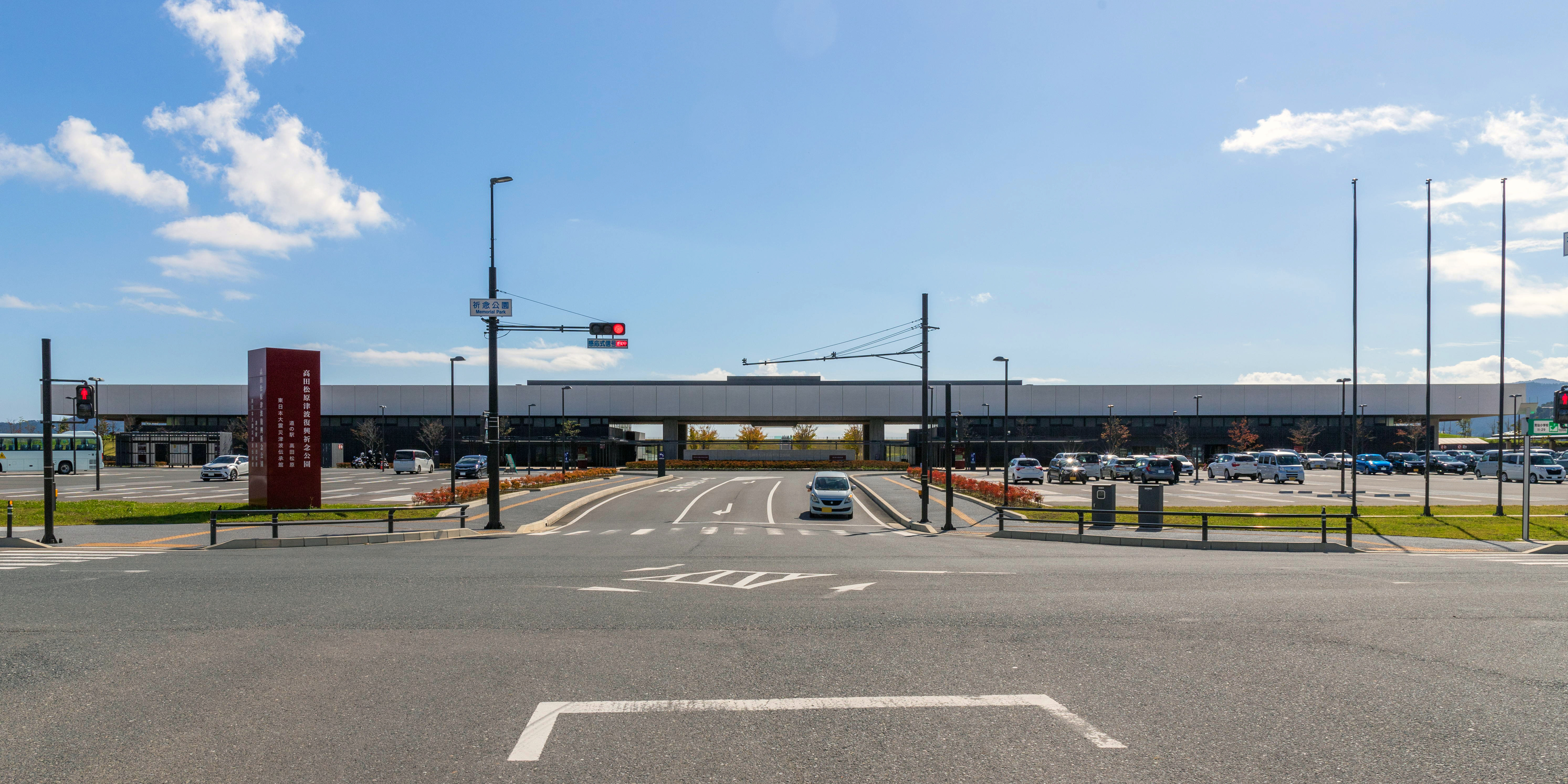
道の駅高田松原・東日本大震災津波伝承館

- 奇跡の一本松（震災遺構）
- 陸前高田ユースホステル（震災遺構）

復興の軸
震災の脅威を伝える「タピック45」から現・道の駅高田松原までを横につなぐ線。
- 旧道の駅「タピック45」（震災遺構）
- 東日本大震災津波伝承館（いわてTSUNAMIメモリアル）
- 道の駅高田松原（駐車場など道の駅の施設については道の駅高田松原#施設参照）

大屋根のファサード
津波伝承館と道の駅をつなぐファサードの大屋根は小さな穴が多数開けられたデザインとなっており、穴の数は震災の犠牲者（死者・行方不明者）数と同じ18,434個である。
トップライトと水盤
「祈りの軸」と「復興の軸」が交わる部分に水を張った水盤があり、屋根の上から入ってくる自然光が水盤を照らす仕組み。水により津波を想起させる一方、光により未来に向けた復興を感じさせ、来訪者の気持ちを鎮めて追悼・鎮魂の場とする狙いである。
その他
- 気仙中学校（震災遺構）
- 下宿定住促進住宅（震災遺構）
- 高田松原運動公園
- 高田松原海水浴場
- 会議室（公園事務所に併設）

- 追悼の広場
- 海を望む場
- 道の駅高田松原・東日本大震災津波伝承館